# ミヒャエル・ハンペ
ミヒャエル・ハンペ（ドイツ語：Michael Hampe、1935年6月3日 - 2022年11月18日）は、ドイツの俳優、演劇演出家、オペラ演出家、劇場監督。ドイツ・ハイデルベルク生まれ。

## 生涯
1935年、ハイデルベルクで建築家の息子として生まれた。祖父は歴史学者のカール・ハンペ。
人文系ギムナジウムを卒業後、アメリカのシラキュース大学でチェロを、ミュンヘンのオットー・ファッケルベルク学校で演劇を学ぶ。その後ハイデルベルク大学で演劇・音楽学とドイツ学を専攻し、卒業。
1958年から1959年は、シュレスヴィヒ州立劇場で俳優として、またマンハイム州立劇場で俳優、演出助手としても活動。
1961年から1963年は、ルツェルン市立劇場で俳優、演出家、文芸部員（ドラマトゥルク）として契約。
1963年から1965年は、ベルン市立劇場で10回程度の演劇とオペラの上演を手がける。ザルツブルク音楽祭ではゲーテの『ファウスト』の演出助手を務める。
1965年から1970年は、チューリッヒ歌劇場で演出家として活動。同じ時期に、バイエルン国立歌劇場でも演出家として活動。
1972年から1975年は、マンハイム州立劇場の劇場監督を務める。マンハイム州立音楽大学で教鞭をとる。
その後、20年間、ケルン市立歌劇場で演出家として活動。この時期はケルン市立歌劇場にとっても飛躍の時期となり、芸術的な実力と演出の質の高さを獲得した。この時期にヨーロッパ各地の一流歌劇場でも活動し、ロンドン、パリ、ミラノ、サンフランシスコ、エディンバラ音楽祭、ミュンヘン、ペーザロ、フィレンツェ、シュヴェツィンゲン音楽祭、ルツェルン祝祭週間などに活動の範囲を広げる。
1985年から1990年の間、ザルツブルク音楽祭の実行委員会のメンバーであった。指揮者のカラヤン、ムーティらと活動。1987年、カラヤン指揮の『ドン・ジョヴァンニ』を演出。モーツァルト没後200年の1991年、『コジ・ファン・トゥッテ』『フィガロの結婚』を演出。
1993年から2000年、ドレスデン音楽祭の音楽監督。2000年以降に続く旧東ドイツ地域最大の音楽祭へと育て上げる。カールスルーエのヘンデル音楽祭でも活動。
1998年、新国立劇場で『魔笛』を演出。2000年、2006年、2009年、2013年、2016年にも再演された。
また、滋賀県立芸術劇場 びわ湖ホールではリヒャルト・ワーグナー作品を何度か演出しており、2012年に『タンホイザー』、2016年に『さまよえるオランダ人』を演出したのをはじめ、2017年から2020年まで『ニーベルングの指環』全作品を毎年1作ずつ連続して演出した（2017年『ラインの黄金』、2018年『ワルキューレ』、2019年『ジークフリート』、2020年『神々の黄昏』）。
2022年11月18日、スイスのチューリッヒにて死去。享年87。
現在まで、ハンペによるオペラの演出は世界の著名な歌劇場で高く評価されている。200以上のオペラ演出がテレビ放映のために映像化され、DVDやブルーレイディスクで発売されている。
ハンペの演出記録は多くがケルン大学演劇学部資料室に保管されている。

## 著書
- 『劇場について：講演と著述』(Über Theater: Reden und Schriften Gebundene Ausgabe – 2000) ISBN 978-3-86832-259-0. （ドイツ語）
- 『劇場の全て：講演と論述』(Alles Theater:Reden und Aufsätze. Mit Bühnenbildentwürfen von Mauro Pagano), Wienand Verlag, Köln 2000, ISBN 3-87909-695-3 （ドイツ語）
- 『オペラ：ルールのない遊び（「演劇」の意も）、劇場講演から』(Oper - Spiel ohne Regel, Vorträge zum Theater, - 2013) ISBN 978-3-99012-100-9. （ドイツ語）
- 『オペラの学校：音楽劇の愛好者・上演者・軽蔑者のために』(Opernschule: Für Liebhaber, Macher und Verächter des Musiktheaters - 2015) （ドイツ語）　＜モーツァルトのオペラ『コシ・ファン・トゥッテ』の副題『恋人たちの学校(La scuola degli amanti)』の部分的なもじりになっている。イタリア語のamantiには「恋人」「（音楽などの）愛好家」の意味がある＞
- 『オペラに未来はあるか？』(Hat die Oper eine Zukunft?), 2013, ISBN 978-3-506-77300-5 （ドイツ語）

## 教授活動と顕彰
ケルン音楽大学教授、ケルン大学客員講師（劇場運営論）、ケルン専科大学（劇場建築）、サウスカロライナ大学で教鞭。
1977-82年、ドイツ劇場技術協会の副会長。
ウィーンのヨーロッパ音楽劇アカデミー(EMA)の会長。
1995年、ドイツ連邦共和国功労大十字勲章1等(das Große Bundesverdienstkreuz 1. Klasse)、オーストリア・ザルツブルク州黄金勲章(das Goldene Ehrenzeichen des Landes Salzburg)、イタリア共和国コメンダトーレ勲章(Commendatore della Repubblica Italiana)を受章。

## ビデオ
以下はビデオで入手可能なオペラ演出の記録である。
- ロッシーニ『チェネレントラ』1982年ザルツブルク音楽祭
- モーツァルト『コシ・ファン・トゥッテ』1983年ザルツブルク音楽祭
- ヘンデル『アグリッピーナ』1985年シュヴェツィンゲン音楽祭
- チマローザ『秘密の結婚』1986年シュヴェツィンゲン音楽祭
- ロッシーニ『泥棒かささぎ』1987年ケルン市立歌劇場
- ロッシーニ『アルジェのイタリア女』1987年シュヴェツィンゲン音楽祭
- ロッシーニ『セビリアの理髪師』1988年シュヴェツィンゲン音楽祭
- ブリテン『ねじの回転』1990年シュヴェツィンゲン音楽祭
- ワーグナー『ニュルンベルクのマイスタージンガー』1990年8月シドニー歌劇場
- モーツァルト『ドン・ジョヴァンニ』1991年ケルン市立歌劇場
- モーツァルト『後宮からの誘拐』1991年シュヴェツィンゲン音楽祭
- ロッシーニ『絹のはしご』1992年シュヴェツィンゲン音楽祭
- モンテヴェルディ『ポッペアの戴冠』1993年シュヴェツィンゲン音楽祭
- サリエリ『ファルスタッフ』1995年シュヴェツィンゲン音楽祭
- ヘンデル『クセルクセス』2000年ドレスデン音楽祭